# Who put Bella in the Wych Elm?

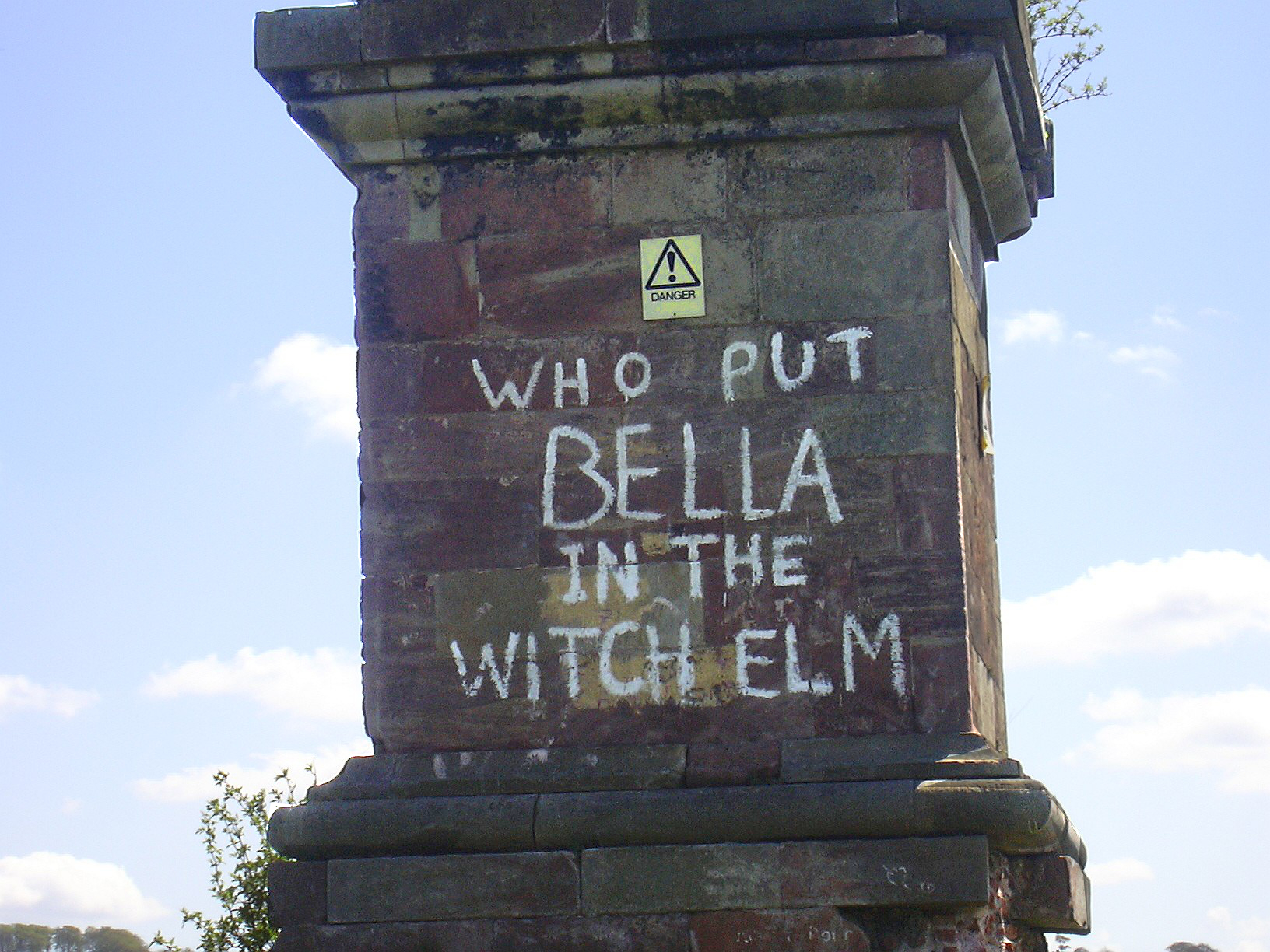
Graffiti na obelisku z Wychbury

Who put Bella in the Wych Elm? (dosł. Kto umieścił Bellę w wiązie?) – graffiti po raz pierwszy wykonane w 1944 roku, nawiązujące do odkrytej w 1943 roku przez czwórkę dzieci czaszki kobiety ukrytej w pniu wiązu górskiego (ang. wych elm) w Hagley Wood w Hagley w okolicy zabytkowej posiadłości Hagley Hall, Worcestershire, Anglia. Ofiara, wedle szacunków zamordowana w 1941 roku, nie została nigdy zidentyfikowana, a lokacja szczątków i wyniki sekcji są nieznane.

## Odkrycie
18 kwietnia 1943 roku czterej chłopcy pochodzący z okolicy Hagley (Robert Hart, Thomas Willetts, Bob Farmer i Fred Payne) kłusowali lub zbierali ptasie jaja (źródła są niespójne) w Hagley Wood, części zabytkowej posiadłości Hagley Hall należącej do ówczesnego Wicehrabiego Cobham, nieopodal wzgórza Wychbury, gdzie natknęli się na duży wiąz górski. Uznając go za szczególnie dobre miejsce do złupienia ptasich gniazd, Farmer spróbował wspiąć się na drzewo. Odkrył wówczas w spróchniałym pniu drzewa czaszkę. Początkowo uznał ją za zwierzęcą, jednak zmienił zdanie po zobaczeniu ludzkich włosów i zębów. Jako że na terenie przebywali nielegalnie, chłopcy zdecydowali się nie mówić rodzicom o odkryciu. Po powrocie do domu najmłodszy z chłopców, Willetts, czując się niekomfortowo z odkryciem poinformował o nim rodziców.

## Śledztwo

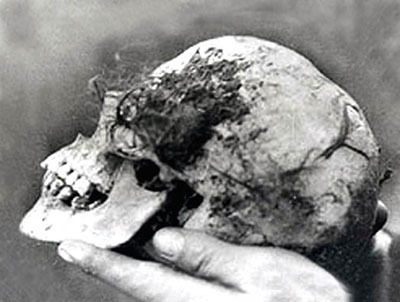
Czaszka „Belli z wiązu” po znalezieniu 18 kwietnia 1943

Policja po przeszukaniu pustego pnia odnalazła niemal kompletny szkielet z butem, złotą obrączką ślubną i fragmentami ubrania. Czaszka stanowiła wartościowy dowód, ponieważ nadal trzymały się jej kępki włosów i zawierała dobrze zachowane uzębienie, choć kilku zębów brakowało. Po dalszym przeszukaniu terenu w pewnej odległości od drzewa znaleziono szczątki dłoni.
Szczątki przesłano do prof. Jamesa Webstera celem wykonania ekspertyzy kryminalistycznej. Webster ustalił, że należały one do kobiety zmarłej przed co najmniej 18 miesiącami, czyli w październiku 1941 roku lub wcześniej. Webster odkrył również skrawki tafty wetknięte w usta ofiary, co sugeruje śmierć przez uduszenie. Z pomiarów wnętrza pnia wywnioskował, że ciało ofiary musiało zostać w nim umieszczone jeszcze zanim doszło do stężenia pośmiertnego.
Na podstawie znalezionych przedmiotów policja ustaliła potencjalny wygląd denatki i porównała go z informacjami o zaginionych osobach. Jednak profil żadnej z nich nie pasował do zebranych dowodów. Policjanci skontaktowali się również z dentystami z obszaru całego kraju, gdyż uzębienie zmarłej było dość charakterystyczne. Ofiara nie została nigdy zidentyfikowana, a lokacja jej szczątków i wyniki sekcji są nieznane.
W 1944 roku na murze na Upper Dean Street w Birmingham pojawiło się graffiti nawiązujące do niewyjaśnionej sprawy: Who put Bella down the Wych Elm – Hagley Wood. Naprowadziło to śledczych na kilka potencjalnych nowych tropów dotyczących tożsamości Belli. Przynajmniej od lat 70. XX wieku na obelisku z Hagley, stojącym nieopodal miejsca znalezienia ciała, obejrzeć można podobny napis: Who put Bella in the Witch Elm?.

### Rekonstrukcja twarzy
Jeden z odcinków programu Nazi Murder Mysteries (w wersji polskiej Nazizm: morderstwa i tajemnice) przedstawiono proces rekonstrukcji twarzy, którego podjęli się pracownicy „Face Lab” University of Liverpool na podstawie zdjęcia czaszki. Prace zlecił Andrew Sparke na potrzeby swojej książki o sprawie.

## Teorie

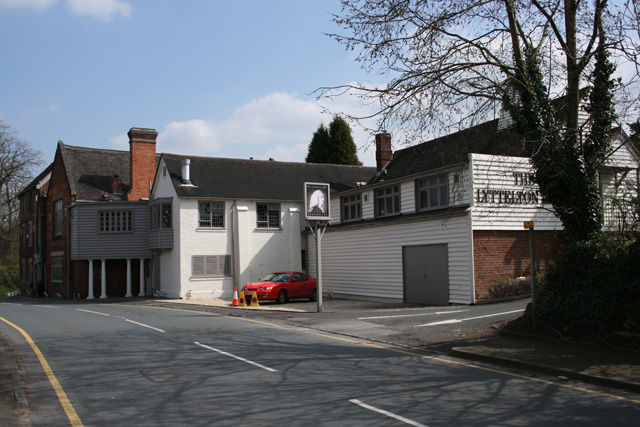
The Lyttelton Arms, Hagley

W sierpniu 2014 roku Steve Punt w programie BBC Radio 4 wymienił dwie prawdopodobne tożsamości ofiary.
Według zeznań prostytutki z Birmingham z 1944 roku, 3 lata wcześniej zaginęła prostytutka nazywana Bellą, pracująca przy Hagley Road. Użycie imienia „Bella” (lub „Luebella”, jak ją nazwał autor wykonanego kredą napisu z grudnia 1943 roku) wskazuje na znajomość tożsamości ofiary.
Drugie istotne zeznanie złożyła w 1953 roku Una Mossop, według której jej były mąż Jack Mossop wyznał członkom rodziny, jakoby wraz z Holendrem nazwiskiem van Ralt włożyli kobietę do pnia wiązu. Mossop i van Relt pili w Lyttelton Arms, pubie w Hagley. Wraz z van Raltem przebywała Holenderka. Według Mossopa upiła się i straciła przytomność podczas jazdy samochodem. Mężczyźni włożyli ją do pnia drzewa z nadzieją, że rano ocknie się. Jack Mossop został skierowany do szpitala psychiatrycznego w Stafford ze względu na nawracające koszmary, w których pojawiała się kobieta spoglądająca na niego z wnętrza drzewa. Mossop zmarł w szpitalu, nim jeszcze znaleziono denatkę. Wiarygodność tego zeznania jest podważana, gdyż Una Mossop nie wspominała o tej informacji przez ponad 10 lat po śmierci Jacka Mossopa.
Kolejna teoria przedstawiona została w należących do Security Service aktach sprawy Josefa Jakobsa – ostatniego człowieka straconego w Tower of London, 15 sierpnia 1941 roku. Jakobs był szpiegiem służącym w Abwehrze. W 1941 roku został zrzucony na teren Cambridgeshire, jednak przy lądowaniu skręcił kostkę i został niedługo potem aresztowany przez Home Guard. Przy jego ciele znaleziono zdjęcie domniemanej kochanki, niemieckiej szansonistki i aktorki Clary Bauerle. Jakobs twierdził, że była ona szkolona na szpiega i mogła zostać wysłana za nim do Anglii. Nie ma jednak dowodu, by została zrzucona na teren Anglii. Ponadto kilku świadków wspomina o jej wzroście bliskim 6 stopom (około 180 cm), a Bella miała blisko 5 stóp (150 cm) wzrostu. W sierpniu 2016 roku ustalono, że Clara Bauerle zmarła 16 grudnia 1942 roku.
W 1945 roku Margaret Murray, antropolog i archeolog z University College London, zaproponowała bardziej niestandardowe wyjaśnienie – Bella miała zginąć podczas ceremonii okultystycznej, a jej dłoń miała być odcięta, by służyć jako tzw. „ręka chwały” (ang. „Hand of Glory” – dłoń straceńca, używana przez włamywaczy, która po wniesieniu do okradanego domu, miała magicznie sprawić, że jego właściciele będą spali). Ta koncepcja wywołała ekscytację wśród przedstawicieli lokalnych mediów i doprowadziła śledczych do rozpatrzenia innego być może rytualnego zabójstwa, którego ofiarą był Charles Walton z Lower Quinton.
W 1953 roku pojawiła się kolejna hipoteza, wedle której Bella była Holenderką – Clarabellą Dronkers, zamordowaną przez niemiecką sieć szpiegowską, gdyż miała „zbyt dużo wiedzieć”. Brak dowodów na wsparcie tej hipotezy.